# Sociedad Ciclista Amorebieta
La Sociedad Ciclista Amorebieta (en euskera y cooficialmente: Amorebieta Txirrindulari Elkartea) de Amorebieta-Echano (Vizcaya, País Vasco, España) es una institución sin ánimo de lucro, fundada en 1948, que tiene como ámbito de actuación el ciclismo.
Se trata de una de los principales conjuntos de la cantera ciclista vizcaína, para lo cual tiene equipos en todas las categorías inferiores: escuelas (alevines e infantiles), cadetes y juveniles. Entre los ciclistas que tras haber pasado por sus filas han llegado a profesionales se encuentra Beñat Intxausti.
Además de su labor de cantera (que es su principal actividad), organiza anualmente la Klasika Primavera, una carrera ciclista profesional (actualmente de categoría Continental, y al que acuden algunos equipos ProTour). También organiza el Premio Primavera, una carrera amateur englobada dentro del Torneo Lehendakari (para ciclistas amateurs de 19-20 años), así como sus equivalentes en categoría juvenil y cadete.
La S. C. Amorebieta organizó hasta 2005 la Bizkaiko Bira, una de las principales vueltas por etapas del calendario amateur vasco-navarro.